# Reine des batailles
Reine des batailles (titre original : Ironhand’s Daughter), est un roman de fantasy de David Gemmell paru en 1995 en anglais et en 2012 en français (traduction de Leslie Damant-Jeandel pour les éditions Bragelonne).
Ce livre appartient au diptyque de La Reine faucon :
- Tome 1 : Reine des batailles
- Tome 2 : Le Faucon éternel

L'histoire a lieu dans un monde secondaire inspiré de l’Empire britannique où les Outlanders dirigent de nombreuses colonies dont un Nord divisé entre Lowlands et Highlands.

## Résumé
Sigarni est la dernière descendante des rois des Highlands. Elle seule peut unifier les clans pour lutter contre le Baron Ranulph Gottason qui veut mettre la contrée à feu et à sang. Le chemin vers la liberté sera bien difficile : l’aide du gardien des portails Taliesen, du fantôme du roi Poing-d’Acier, du garde forestier Fell, du nain Ballistar et général noir Asimir ne seront pas de trop, d’autant plus que le sorcier Jakuta Khan et ses démons attendent la première occasion pour s’emparer de son âme…

## Personnages[3]
- Highlanders :
Dernier roi des Highlands non nommé qui a fui lors de la bataille de Colden, assassiné en mer par les Outlanders
  - Clan Loda
Gwalchmai, talentueux alcoolique du clan Loda, a élevé Sigarni après la mort de ses parents adoptifs ; Cabris et Shamol, ses deux lévriers irlandais
Tovi Bras-long, boulanger, survivant de la bataille de la lande de Colden, seigneur de chasse du clan Loda
Grame, forgeron loda, survivant de la bataille de la lande de Colden
Fell, chef des gardes forestiers lodas, ancien amant de Sigarni ; Gwendolyn son épouse morte en couches
Bakris l’Edenté et Gwyn Œil-Sombre, gardes forestiers
Bernt, vacher apprenti forgeron, ancien amant de Sigarni
Ballistar, nain amoureux de Sigarni
Parents adoptifs non nommés de Sigarni (son père adoptif est nommé Cei dans Le Faucon éternel)
Maffrey, veuve, Clemet, vacher, Nami, bergère, fils non nommé de Tovi, otages assassinés par le Baron pour pousser les Highlanders à la révolte
  - Clan Pallides
Fyan Hache-Tranchante, seigneur de chasse du clan Pallides
Loran, jeune homme pallide, messager et homme de confiance de Fyan Hache-Tranchante
Mereth Œil-de-Lynx, colosse champion de lancer de troncs, cousin de Loran
  - Clan Farlain
Torgan, seigneur de chasse du clan Farlain
Layelia, épouse de Torgan, confidente de Sigarni
Harcanan, oncle de Torgan
Calias, Neras, Pimali, guerriers farlains
  - Clan Wingora
  - Clan Grigor, anéanti pendant les guerres des Lowlands

- Outlanders :
Roi outlander jamais nommé
Comte de Jastey, Grand Shérif de la capitale, rival du Baron
Baron Ranulph Gottason, gouverneur général des Highlands, Comte du Nord
Leofric, seigneur outlander érudit, cousin du Baron
Chaldis, commandant des cavaliers de l’armée d’invasion outlander
Cheops, commandant des archers de l’armée d’invasion outlander
Rougear Fléau-du-Kushir, Chevalier de la Cour, fils du Comte Cordenia, capitaine des Veilleurs de Citadelle
Chard, capitaine outlander
Masrick, lieutenant outlander, cousin du Baron au 2e degré
Will Stamper, caporal des Veilleurs de Citadelle ; Betsi son épouse
Relph Witterson, Veilleur de Citadelle
Owen Chasseur, Veilleur de Citadelle
Bakker et Klebb, Gaelen, Bello et Jeraime soldats outlanders
Andolph le Recenseur, clerc de Citadelle

- Kushirs :
Asmidir, ancien général kushir, sorcier amateur, ne rêve que de se venger de ceux qui ont anéanti sa patrie
Ari, guerrier Al-jinn se faisant passer pour le serviteur d’Asmidir
Kabia, dite la Panthère, célèbre guerrière kushire

- Yure-val :
Nashan, roi de Zir-vak
Pasan-yol, prince de Zir-vak
Reva, roi de Kal-vak, cousin de Reva
Yos-Shiel, marchand de Zir-vak âgé de 270 ans
Cris-yen, voyou de Zir-vak

- Autres :
Obrin du Sud, fils d’Engist du clan des Arekkis, sergent outlander qui embrasse la cause des Highlanders
Kollarin le Trouveur, chercheur d’âmes et liseur de pensées qui embrasse la cause des Highlanders
Jakuta Khan, puissant sorcier qui a traversé les portails pour voler l’âme de Sigarni
Atrols, démons du 1er enfer invoqués par Jakuta Khan

- Le temps des légendes :
Dame Sigarni, dite la Reine Faucon, dite la Reine des Batailles, Chef de Guerre des Clans, espoir des Highlands, fille de Sorain Poing-d’Acier et d’Elarine ; Lady sa chienne de chasse ; Abby son faucon de chasse
Sorain Poing-de-Fer, dit Main d’Acier, roi des Highlands légendaire, père de Sigarni
Elarine, épouse de Sorain Poing-d’Acier, mère de Sigarni
Taliesen, dernier gardien des portails (voir Le Faucon éternel)
Alwen, oncle de Sorain Poing-de-Fer, la couronne du même nom est le symbole de la souveraineté des Highlands
Caswallon, guerrier légendaire qui a demandé l’aide de la Reine Sorcière contre les Aenirs (voir Le Faucon éternel)
Reine Sorcière, magicienne légendaire qui emmena les Highlanders combattre au-delà des portails
Lennox, champion légendaire de lancer de troncs (voir Le Faucon éternel)
Gandarin Ier le Pourpre, ancien roi des Highlands
Salaimun, seigneur démon légendaire ayant lancé le sort des Trois Rois
La Bête, démon majeur invoqué par Jakuta Khan pour traquer Sigarni à travers l’espace et le temps (voir Le Faucon éternel)
Dents-Creuses, créatures ténébreuses

## Commentaires
[non neutre]
- La bataille de la lande Colden est une transposition de la bataille de Culloden (16 avril 1746).
- La nuit des deux lunes signale comme dans L'Écho du grand chant l’ouverture d’un portail dimensionnel.
- Yurl-val et son althing peuvent s’inspirer de l’Islande dévastée par l’explosion du volcan Laki (8 juin 1793).
- Salaimun et son maître sortilège fait écho aux machinations du dieu-démon Anharat dans Les Guerriers de l'hiver.
- La rivalité entre le Baron et le Comte peut être un clin d'œil à celle entre Méladius et Shenegar dans La Légende de Hawkmoon.